# Найробийская фондовая биржа
Найробийская фондовая биржа — рынок ценных бумаг в Найроби, Кения. Биржа была образована в 1954 году как добровольное объединение европейских биржевых маклеров. В настоящее время на бирже имеют листинг около 60 компаний.

## История
Первые сделки с ценными бумагами начались ещё в 1920-х годах, когда Кения была британской колонией. На тот момент биржи формально не существовало и все сделки совершались по «джентльменскому соглашению» — стороны полагались на честность и добрые намерения друг друга.
В 1951 году агент по сделкам с недвижимостью, Френсис Драммонд, основал первую профессиональную брокерскую контору и убедил министра финансов Кении, сэра Эрнеста Вейси, начать формирование биржи в Восточной Африке. В июле 1953 года они обратились в Лондонскую фондовую биржу и получили согласие на создание Найробийской фондовой биржи как заморской биржи, в каком статусе она была до 1963 года, когда стала независимой вместе со провозглашением независимости Кении, после чего произошло серьёзное падение капитализации вследствие неопределенности и неуверенности инвесторов.
В 1988 произошла первая приватизация государственной кенийской компании через Найробийскую биржу — успешное продажа 20%-го пакета государственного Коммерческого Банка Кении.
18 февраля 1994 года индекс биржи из двадцати наиболее крупных эмитентов — NSE 20-Share Index — установил исторический рекорд, достигнув значения 5030 пунктов. Международная финансовая корпорация признала биржу одним из самых перспективных фондовых рынков с более чем 179 % ростом. Примерно в то же время количество брокеров на бирже впервые выросло, лицензию получило восемь новых компаний.

## Региональная интеграция
Найробийская фондовая биржа является членом Ассоциации африканских фондовых бирж, Ассоциации восточно-африканских бирж и Всемирной федерации бирж.